# プロジェクトV6
『プロジェクトV6』は、ジャニーズ事務所所属のアイドルグループV6が出演したPlayStation用育成シミュレーションゲーム。美麗なムービーが特徴。V6メンバーの井ノ原快彦が企画に携わった作品である（しかし本人曰く、企画会議には30分程度しか参加していなかった）。

## ゲームシステム
プレイヤーはV6の女性マネージャーとなって、1年間V6のマネージメントを行う。
プレイヤーが1週間の予定をあらかじめ決めると、V6のメンバーがそれをこなしていく。オフを削って過密スケジュールにすれば人気もあがるが、メンバーは疲労やプレイヤーへの不信感を抱えることになるため、体調と人気の兼ね合いが重要となる。
スケジュールの質やイベントによって、各メンバーとプレイヤーとの親密度が変化し、それに応じて特殊イベントも発生する。
また、RPGのような戦闘シーンもあるが、ほとんどの敵は能力に差がなく、気力(MP)を溜めつつ、必殺技を当てまくれば勝てる（ただし「ニセモノグッズ屋」だけは頻繁に体力を回復するため、速攻で仕留める必要がある）。
ゲーム内にはトレーディングカードと呼ばれるおまけが存在し、ゲームセンターのスロットや特定イベントによって、ゲーム内で用いられたCGが手に入る。
スケジュールの消化が単調であるものの、企画先行型のゲームとしては珍しくゲームシステムに破綻がみられない。ラストに最も親しいメンバーのムービーが挿入されるが、恋愛要素はない。
このゲームの発売当時、まだV6は結成3年目であったため、ゲーム中からV6の演技力の未熟さがうかがえる。

## オープニングテーマ
- Can do! Can go! - V6

## エピソード
- KinKi Kidsの堂本剛は本作のプレイ経験者。ゲーム内で岡田准一に過酷なスケジュールを行わせた結果、前述の通り嫌われてしまい、落ち込んだという。